# Perucetus
Perucetus foi um gênero de basilossaurídeo que viveu no Eoceno do Peru. Inicialmente foi descrito como o provável maior animal conhecido, com estimativas variando de 17 a 20 metros de comprimento e 85 a 340 toneladas. Entretanto, estudos posteriores consideraram essas estimativas improváveis e propuseram que o holótipo de P. colossus provavelmente media ou entre 60 e 114 toneladas ou entre 35 e 40 toneladas, tendo cerca de 15 a 16 metros de comprimento.

## Descrição
Apenas algumas vértebras lombares e parte das costelas foram encontradas e descritas. O Peru abrange uma grande diversidade de fósseis de cetáceos basais e primitivos como Mystacodon selenensis e Peregocetus pacificus.